# Коздра, Юзеф
Юзеф Коздра (пол. Józef Kozdra; 1924, Высока-Стшижовска, Львовское воеводство, Вторая Речь Посполитая — 2005, Быдгощ, Республика Польша) — польский генерал гражданской милиции (MO), в 1975—1990 — Быдгощский воеводский комендант MO и начальник воеводского управления МВД ПНР. Участвовал в политических преследованиях и противостоянии ПОРП с профсоюзом Солидарность. Приобрёл известность своей ролью в Быдгощском кризисе марта 1981. Отправлен в отставку после смены общественно-политического строя Польши.

## Начало службы
Родился в крестьянской семье из гмины Стшижув. В восемнадцатилетнем возрасте вступил в компартию ППР, с 1948 — ПОРП. Участвовал в партизанском движении. В 1944 указанием Жешувского повятского комитета ППР направлен на службу в гражданскую милицию (MO) Стшижува. Первым секретарём Стшижувского гминного комитета ППР был тогда старший брат Юзефа Коздры Владислав Коздра.
В 1945 окончил Офицерскую школу милиции в Слупске и Центральную школу офицеров по политико-воспитательной части в Лодзи. В 1946—1947 — заместитель по политическому воспитанию командира оперативного батальона Жешувской городской комендатуры. Затем до августа 1951 служил в Жешувской повятской комендатуре. Был заместителем коменданта по политическому воспитанию, начальником 5-го (финансово-экономического) отдела.

## Милицейская карьера
С 1951 Юзеф Коздра — офицер Люблинской воеводской комендатуры MO. В 1953—1955 прослушал курсы руководящих функционеров Министерства общественной безопасности в Легионово. Занимал посты начальника железнодорожной милиции Люблина и Люблинского воеводства, начальника милицейской железнодорожной инспекции, начальника 5-го и 4-го (оперативный контроль) отделов.
В 1961 Юзеф Коздра в звании майора переведён в Краковскую воеводскую комендатуру MO. В марте 1967 в звании подполковника вновь направлен в Жешув на должность заместителя воеводского коменданта. С августа 1970 в звании полковника — первый заместитель Жешувского воеводского коменданта по Службе госбезопасности (СБ). В феврале 1973 переведён на ту же должность в Быдгощскую воеводскую комендатуру. 1 июня 1975 полковник Юзеф Коздра назначен Быдгощским воеводским комендантом гражданской милиции.
Юзеф Коздра отличался ортодоксальным следованием партийной линии. В Жешуве, Люблине, Кракове он неизменно состоял в комитете ПОРП при милицейской комендатуре. Во время второй службы в Жешуве и в Быдгоще был членом воеводских комитетов ПОРП.
Во время политического кризиса 1968 подполковник Коздра жёстко контролировал ситуацию в Жешуве, пресекая студенческие выступления. Пять лет спустя в Быдгоще полковник Коздра строго осуждал театральную постановку пьесы Зыгмунта Дзенциловского по книге Джона Рида Десять дней, которые потрясли мир. В секретном отчёте Коздры говорилось, будто пьеса «оказалась политически вредной: позиция противников Октябрьской революции показана слишком сильной, а сторонников — ослабленной». Результатом стало увольнение директора театра и дисциплинарные взыскания. Коздра также запретил творческому клубу Beanus 70 при Педагогическом университете Быдгоща постановку программы «И всё-таки она вертится!» к 500-летию Николая Коперника — из-за «прозрачных политических намёков с негативным контекстом, в том числе на март 1968 года».

## Быдгощский комендант

### Противоборство с «Солидарностью»
Первые пять лет Быдгощского воеводского комендантства Коздра находился «в тени» офицера комендатуры Мечислава Майхжака — брата всевластного первого секретаря Юзефа Майхжака. Но Августовские события 1980 привели к смене регионального партийного руководства. Место Юзефа Майхжака занял Генрик Беднарский. Братья Майхжаки были сняты с постов и привлечены к уголовной ответственности. Власть и влияние коменданта Коздры заметно возросли.
Полковник Коздра выступал жёстким противником профсоюза Солидарность, сторонником силового подавления оппозиции. Председателем Быдгощского профцентра «Солидарности» был Ян Рулевский, активный и непримиримый антикоммунист, приверженный прямому действию. Жёсткий конфликт произошёл весной 1981 года. Быдгощская «Солидарность» решительно поддерживала крестьянских активистов, требовавших легализации своего профсоюза Сельская Солидарность. На 19 марта 1981 было назначено рассмотрение вопроса Быдгощским воеводским советом. Юзеф Коздра лично дал Яну Рулевскому гарантии безопасности, заверив, что «милиция не будет использована против представителей рабочего класса». Это оказалось обманом: вопрос о «Сельской Солидарности» был снят с повести дня, Рулевский и его товарищи прямо в зале заседаний жестоко избиты сотрудниками милиции, бойцами ЗОМО и агентами СБ. Решение принималось высшими партийными и силовыми инстанциями ПНР, командование осуществляли столичные эмиссары, но полковник Юзеф Коздра, его заместитель по СБ полковник Зенон Дрында, командир отряда ЗОМО майор Генрик Беднарек были из главных фигур Быдгощской провокации.
Подчинённая коменданту Коздре быдгощское управление СБ установило плотный контроль над промышленными предприятиями воеводства. Численность осведомителей разных разрядов доходила почти до пятисот. На особом контроле находились 28 заводов, комбинатов и хозяйственных комплексов, в оперативной разработке пребывали 217 ведущих активистов «Солидарности». За ними велась слежка, прослушивались разговоры, вскрывалась корреспонденция, засылалась агентура, совершались провокационные спецоперации, разжигались конфликты. Наблюдение за Яном Рулевским продолжалось до 18 декабря 1989.
В то же время определённое вольномыслие проявлялось в тот период и в быгощской милиции. Ярким эпизодом стала публикация в партийном органе Gazeta Pomorska письма почти пятидесяти офицеров во главе с начальником отдела подготовки майором Генриком Гауфой и начальником отдела по борьбе с экономическими преступлениями майором Мацеем Зегаровским. Авторы заявляли, что готовы служить обществу и «делу социализма», но не хотят быть орудием групповых политических целей — адресат недовольства легко угадывался в контексте недавней Быдгощской провокации. Предпринимались попытки создать в Быдгоще структуру независимого профсоюза милиционеров, но инициатива жёстко блокировалась комендатурой. Гауфа и Зегаровский были уволены со службы.

### При военном положении
13 декабря 1981 в Польше было введено военное положение. Власть в стране перешла к Военному совету национального спасения (WRON), в Быдгощском регионе — к Воеводскому комитету обороны под руководством военного комиссара WRON полковника Юзефа Мусяла. Юзеф Коздра по должности стал членом этой структуры (наряду с воеводой Богданом Крулевским, начальником штаба военного округа полковник Эдвардом Пшибыльским, партийными секретарями Янушем Земке, Зеноном Жмудзиньским, Рышардом Бандошеком, армейскими полковниками Тадеушем Добеком, Генриком Ксенским, секретарём комитета Зыгмунтом Куглажем, вице-воеводами Томашем Гливой и Эдвардом Моликом). По приказу МВД, утверждённому в Воеводском комитете обороны, подразделение быдгощской милиции было направлено в Гданьск и участвовало в подавлении демонстраций 17 декабря.
Подчинение воеводской комендатуры WRON осуществлялось по линии МВД, возглавляемого генералом Чеславом Кищаком. В Быдгоще политическое руководство милицией и госбезопасностью осуществлялось сложнее. Первоначально оно находилось в ведении отдела административных органов воеводского комитета ПОРП во главе с заведующим Ежи Тополиньским. Но вскоре эту функцию перехватил организационный отдел под руководством Зыгмунта Новацкого. В самой комендатуре существовал комитет ПОРП, секретарями которого являлись Эдвард Руткевич и (после отзыва Руткевича в МВД) Казимеж Полаковский. Комендант всячески старался укрепить партийное влияние в милиции.
Быдгощская штаб-квартира «Солидарности» была захвачена, разгромлена и опечатана, лидеры и активисты интернированы, уличные акции протеста подавлены ЗОМО. На пленуме воеводского комитета ПОРП 7 января 1982 полковник Коздра заявил, будто в Быдгощском регионе «большинство общества положительно восприняло введение военного положения и интернирование экстремистов из „Солидарности“ и антисоциалистических групп». В то же время Коздра отмечал «яростные атаки экстремистов на органы внутренних дел».
Среди самих милиционеров появлялись группы сочувствующих «Солидарности», о чём извещал партийный комитет комендатуры. В отчёте партийного комитета воеводской комендатуры в ноябре 1982 говорилось о «небольшой группе офицеров, переставших уважать дисциплину и руководство». Наибольшую тревогу комендатуры и партаппарата создавали настроения молодых бойцов ЗОМО и особенно резервистов — солдат срочной службы, приданных в помощь милиции. В этой среде отмечались факты католической религиозности, воскресные посещения костёлов, политические дискуссии, склонность прислушиваться к «пропаганде враждебных сил». Именно на собрании партийного актива ЗОМО 15 марта 1982 состоялось выступление командира взвода Богдана Анджеевского, который в резкой форме выразил недовольство необходимостью выполнять приказы, приводящие к ненависти населения и распаду семей бойцов. Анджеевский был подвергнут дисциплинарному взысканию. Парткомитет поставил задачу «привести политическую сознательность на уровень подразделений безопасности» (в СБ такого рода отклонений не наблюдалось). Бороться с этими явлениями Коздра пытался различными способами: от дисциплинарных чисток (оказался практически расформирован отдел борьбы с экономическими преступлениями), политзанятий с взысканиями за неявку и штрафов до денежного стимулирования, улучшения социально-бытовых условий (например, строительство нового бассейна) и частых торжественных церемоний по разным поводам — годовщина основания ЗОМО, визит советского дипломата и т. д.
7 декабря 1982, незадолго до приостановки военного положения, Коздра издал приказ об освобождении интернированных в Быдгощском воеводстве.

### Быдгощское УВД
В 1983 воеводские комендатуры милиции были преобразованы в управления внутренних дел. Быдгощское управление продолжал возглавлять Юзеф Коздра. В 1987 он получил звание генерал бригады. В записи Почётной книги МВД ПНР от 7 октября 1984 полковник Юзеф Коздра характеризовался как «внесший особый вклад в операции по обнаружению и ликвидации экстремистского антисоциалистического подполья в Быдгощском регионе».

## Уход
В 1988 новая волна забастовочного движения вынудила власти пойти на переговоры в Магдаленке и Круглый стол. 4 июня 1989 состоялись «полусвободные выборы», на которых победу одержала «Солидарность». Обстановка в стране радикально изменилась. Юзеф Коздра стал одним из первых уволенных со службы силовиков воеводского уровня — 5 февраля 1990.
После входа на пенсию Юзеф Коздра жил в Быдгоще частной жизнью. Похоронен на католическом кладбище Новофарны.